# Jurământul Horațiilor
Pactul Horațiilor este o pânză pictată de Jacques-Louis David în anul 1784. Dimensiunile tabloului sunt 330 x 425 cm și se găsește la Louvre, Paris.

## Descriere
David sprijină compoziția tabloului pe anatomia rațiunii de stat și a rațiunii inimii: în planul stâng, frații Horațiu sunt înălțați de patriotism și de dorința de a învinge, în dreapta sora lor înlăcrimată la gândul că îi va pierde fie pe frații ei, fie pe iubit. Această opoziție se transpune grafic în exprimarea valorilor lumii masculine printr-o linie dreaptă, iar printr-o linie rotunjită – blândețea feminină și înclinația spre emoție.
Geometria compoziției este ceva cu desăvârșire nou: punctul central se găsește în locul în care se intersectează mâinile intinse și sabia lui Horațiu, iar grupurile figurative sunt în mod distinct împărțite.
Caracterul novator al Jurământului Horațiilor prezentată la Salonul din anul 1785 a trezit surprinderea și entuziasmul publicului. Maiestria idealului antic interpretat de David a introdus pictura secolului al XVIII-lea într-o nouă epocă.